# Wairauite
La wairauite è un minerale descritto nel 1964 in base ad una scoperta avvenuta nel valle di Wairau, Isola del Sud, Nuova Zelanda dalla quale ha preso il nome. Il minerale è una lega naturale di cobalto e ferro contenente piccole quantità di nichel. È molto simile all'awaruite e, come questa, fortemente magnetica.

## Morfologia
La wairauite si presenta in cristalli ben formati di forma cubica ed ottaedrica di pochi μm.

## Origine e giacitura
La wairauite è stata trovata nella serpentinite associata con cromite, magnetite, awaruite e rame nativo. Si ritiene che si formi in condizioni di riduzione con basso tenore di zolfo durante il processo di serpentinizzazione. Si rinviene con la lizardite (serpentino) nella zona di contatto con le intrusioni ultramafiche.